# Teucholabis siamensis
Teucholabis siamensis är en tvåvingeart som beskrevs av Edwards 1928. Teucholabis siamensis ingår i släktet Teucholabis och familjen småharkrankar.
Artens utbredningsområde är Thailand. Inga underarter finns listade i Catalogue of Life.